# Футбол в Сирии
Футбол в Сирии является наиболее популярным спортом в стране. Управление осуществляет Сирийская арабская федерация футбола, которая отвечает за созыв сборной Сирии и проведение чемпионата Сирии.

## Клубные турниры
Первый чемпионат Сирии был разыгран в сезоне 1966/1967. Рекордсменом по числу побед является клуб «Аль-Джаиш», одержавший 16 побед. 27 ноября 2004 года «Аль-Джаиш» стал первым сирийским клубом, выигравшим азиатский кубок клубного футбола — он завоевал Кубок АФК, переиграв ещё одну сирийскую команду, «Аль-Вахда». Обе встречи прошли на стадионе «Аббасийин». В первом матче «Аль-Джаиш» выиграл 3:2 (хозяевами был номинально клуб «Аль-Вахда»), во втором матче победа досталась клубу «Аль-Вахда» со счётом 1:0. По правилу гостевого гола победа досталась «Аль-Джаишу». Финал стал известен как «Битва при Дамаске». Оба клуба позже играли в Лиге чемпионов АФК 2005 года.
Арабская лига чемпионов по футболу и Кубок обладателей кубков арабских стран — два других турнира, в которых «Аль-Джаиш» доходил до финала дважды в каждом. С 1998 по 2000 годы сирийская команда играла в двух финалах Лиги чемпионов и в двух финалах Кубка обладателей кубков, но проиграла все четыре финала. В финале Лиге чемпионов АФК 2006 года выступал сирийский «Аль-Карама», но проиграл корейскому «Чонбук Хёндэ Моторс» по сумме двух встреч 1:4. В 2009 году он же в финале Кубка АФК проиграл кувейтскому клубу «Аль-Кувейт» со счётом 1:2. В 2010 году, однако, вторую победу сирийскому футболу принёс «Аль-Иттихад», выигравший финал Кубка АФК 2010 против кувейтской команды «Аль-Кадисия».
Чемпионат Сирии не был доигран в сезоне 2010/2011 из-за начавшейся гражданской войны в Сирии. Однако с сезона 2011/2012 он проводится регулярно, несмотря на ведущиеся боевые действия в стране; в Алеппо после изгнания Сирийской свободной армии и ИГИЛ 30 января 2017 года состоялась первая за время войны игра профессиональных клубов. В сезоне 2017/2018 соревновались 14 команд. С конца июля 2006 года в стране проводится чемпионат Сирии по футболу среди женщин с участием 7 команд.

## Национальные сборные
Сборная Сирии по футболу имеет в своём активе титулы чемпионов Панарабских игр 1957 года, Средиземноморских игр 1987 года и чемпионата Западной Азии 2012 года. В 2012 году в финале чемпионата Западной Азии победу сирийцам принёс Ахмад аль-Салих, который забил единственный гол в ворота сборной Ирака. В активе сирийской сборной всего пять выступлений на Кубке Азии, и все пять раз (последний раз в 2011 году) команда не преодолевала групповой этап. Из-за гражданской войны в стране и отсутствия каких-либо гарантий безопасности на матчах сборная не проводит домашние отборочные матчи чемпионатов мира и Кубка Азии у себя на родине и вынуждена играть за рубежом (в Малайзии или Омане).
Сборная Сирии была крайне близка к выходу на чемпионат мира в России, однако в последнем азиатском раунде по сумме двух матчей и только в овертайме уступила Австралии с общим счётом 2:3, не выйдя в решающий раунд против 4-й команды КОНКАКАФ (сборной Гондураса). Тем не менее, команде удалось войти в первую сотню рейтинга ФИФА и занять 75-е место благодаря выдающемуся выступлению. По ходу турнира команде пришлось сыграть матчи против Катара, несмотря на фактическое отсутствие отношений (в одном из них сирийцы победили 1:0); минимум четырежды до матча с австралийцами Сирия забивала спасительные и победные голы в компенсированное время второго тайма.
Молодёжная сборная Сирии (до 20 лет) выходила на чемпионаты мира 1989, 1995 и 2005 годов, выйдя в 2005 году в плей-офф, а в 1994 году выиграла молодёжный чемпионат Азии, обыграв Японию в финале со счётом 2:1. Сборная до 17 лет вышла на чемпионат мира 2007 года и преодолела там групповой этап. Начиная с Кубка Азии по футболу 2018 года, официальные матчи проводит и женская сборная Сирии по футболу.

### Список сборных
- Сборная Сирии по футболу
- Олимпийская сборная Сирии по футболу[англ.]
- Сборная Сирии по футболу (до 20 лет)[англ.]
- Сборная Сирии по футболу (до 17 лет)[англ.]
- Сборная Сирии по мини-футболу[англ.]
- Женская сборная Сирии по футболу[англ.]